# جريجارينات
الجريجارينات أو المتجمعات (الاسم العلمي: Gregarinasina)، هي طويئفة من المعقدات القمة تتبع طائفة المخروطانيات. وهي مجموعة تستخدم المعقد القمي لربط نفسها بالخلايا الطلائية لأمعاء مفصليات القدم، والديدان الحلقية، والرخويات.